# Ohan Gikinian
Ohan Gikinian (ur. 29 kwietnia 1988) – ormiański zapaśnik walczący w stylu wolnym. Złoty medalista igrzysk frankofońskich w 2013 roku. Wicemistrz świata juniorów w 2007 roku.